# Ceropegia somalensis
Ceropegia somalensis là một loài thực vật có hoa trong họ La bố ma. Loài này được Chiov. mô tả khoa học đầu tiên năm 1916.